# Принія вохристобока
Принія вохристобока (Prinia inornata) — вид горобцеподібних птахів родини тамікових (Cisticolidae). Мешкає в Південній і Південно-Східній Азії. Виділяють низку підвидів.

## Опис
Довжина птаха становить 13-14 см. Крила короткі, округлі. хвіст довгий, лапи міціні, дзьоб короткий, чорний. Виду не притаманний статевий диморфізм. Під час гніздування верхня частина тіла сірувато-бура, над очима білі "брови", края крил рудуваті. В позагніздовий період верхня частина тіла набуває коричневого відтінку, нижня частина тіла стає охристою, а хвіст стає довшим. Шрі-ланкійські популяції зберігають літнє забарвлення впродовж всього року.

## Підвиди
Виділяють десять підвидів:
- P. i. terricolor (Hume, 1874) — від східного Афганістану і Пакистану до північної Індії і південно-західного Непалу;
- P. i. fusca Hodgson, 1845 — від північно-східної Індії і Непалу до південно-західної М'янми;
- P. i. blanfordi (Walden, 1875) — північна, центральна і східна М'янма, північний захід Таїланду, захід провінції Юньнань (Китай)
- P. i. extensicauda (Swinhoe, 1860) — північ і схід провінції Юньнань, схід Китаю, північ Індокитаю;
- P. i. herberti Baker, ECS, 1918 — від південної М'янми до центрального і південного Індокитаю;
- P. i. flavirostris (Swinhoe, 1863) — Тайвань;
- P. i. inornata Sykes, 1832 — центральна і південно-східна Індія;
- P. i. franklinii (Blyth, 1844 — південно-західна Індія;
- P. i. insularis (Legge, 1879) — Шрі-Ланка;
- P. i. blythi (Bonaparte, 1850) — Ява.

## Поширення і екологія
Вохристобокі принії живуть на вологих луках, у відкритих лісах і в рідколіссях, в чагарникових заростях і в садах.

## Поведінка
Вохристобокі принії харчуються комахами. Вони гніздяться в чагарниках або у високій траві, в кладці 3-6 яєць.

## Галерея

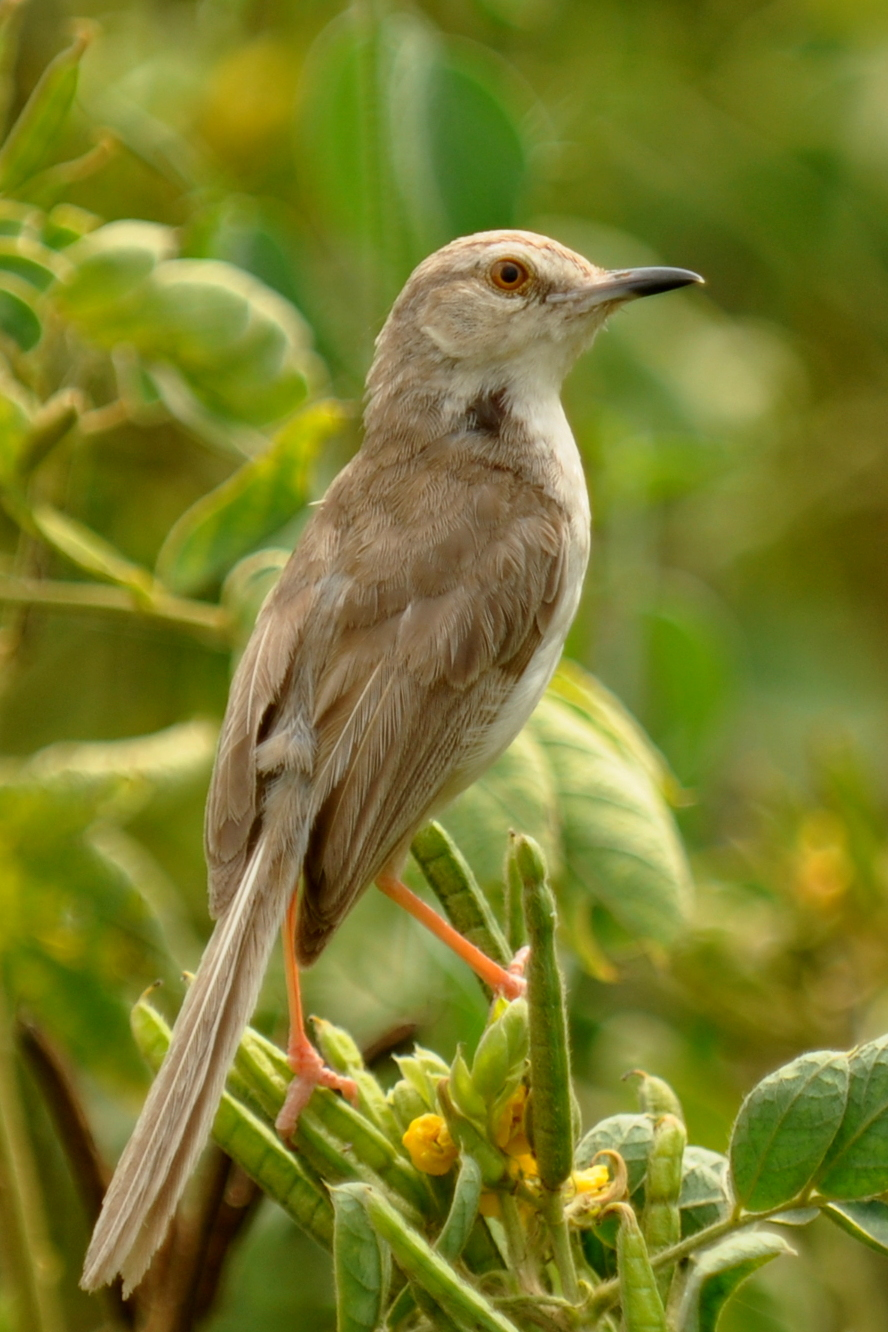
Вохристобока принія (Карнатака)
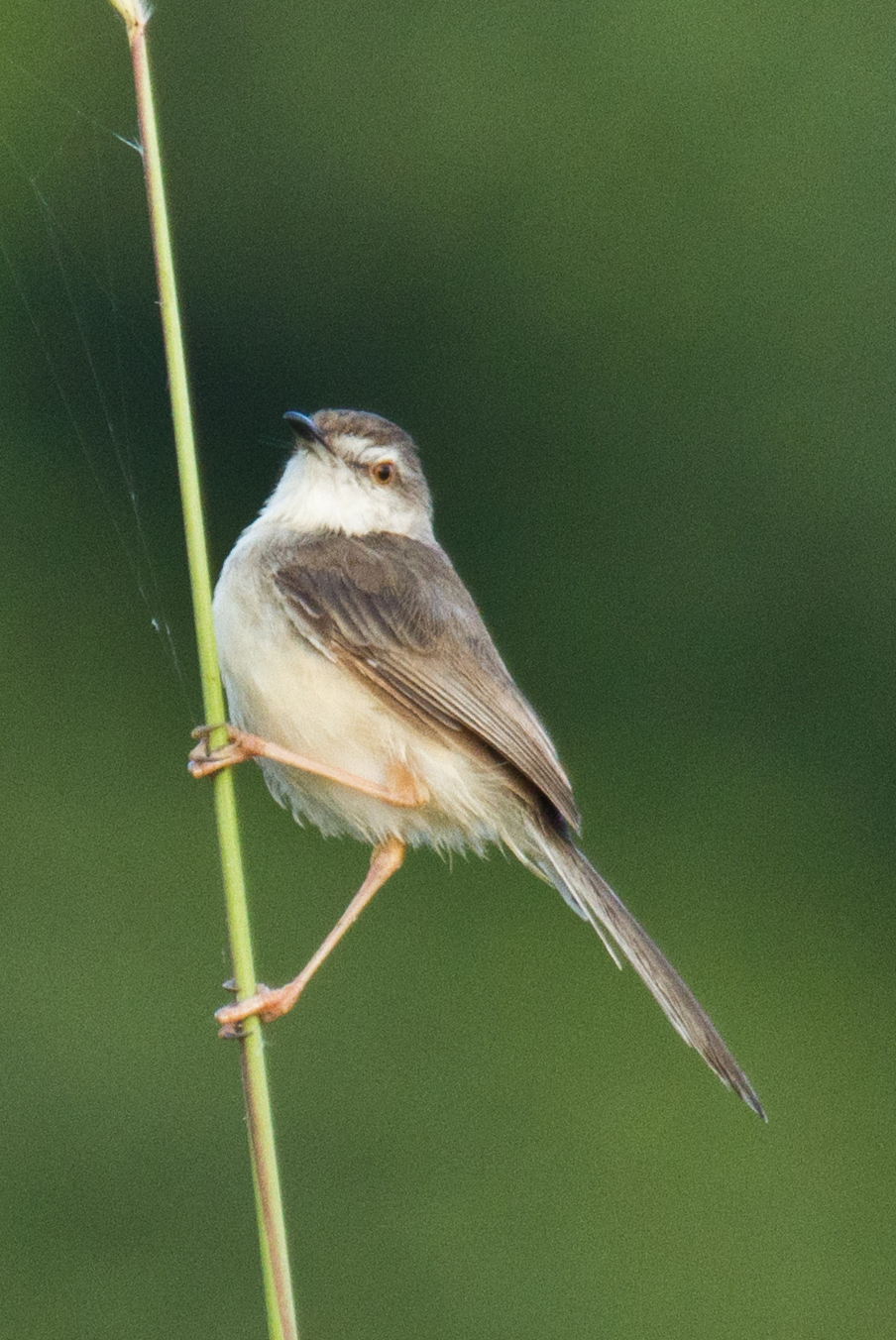
Вохристобока принія (Тамілнаду)
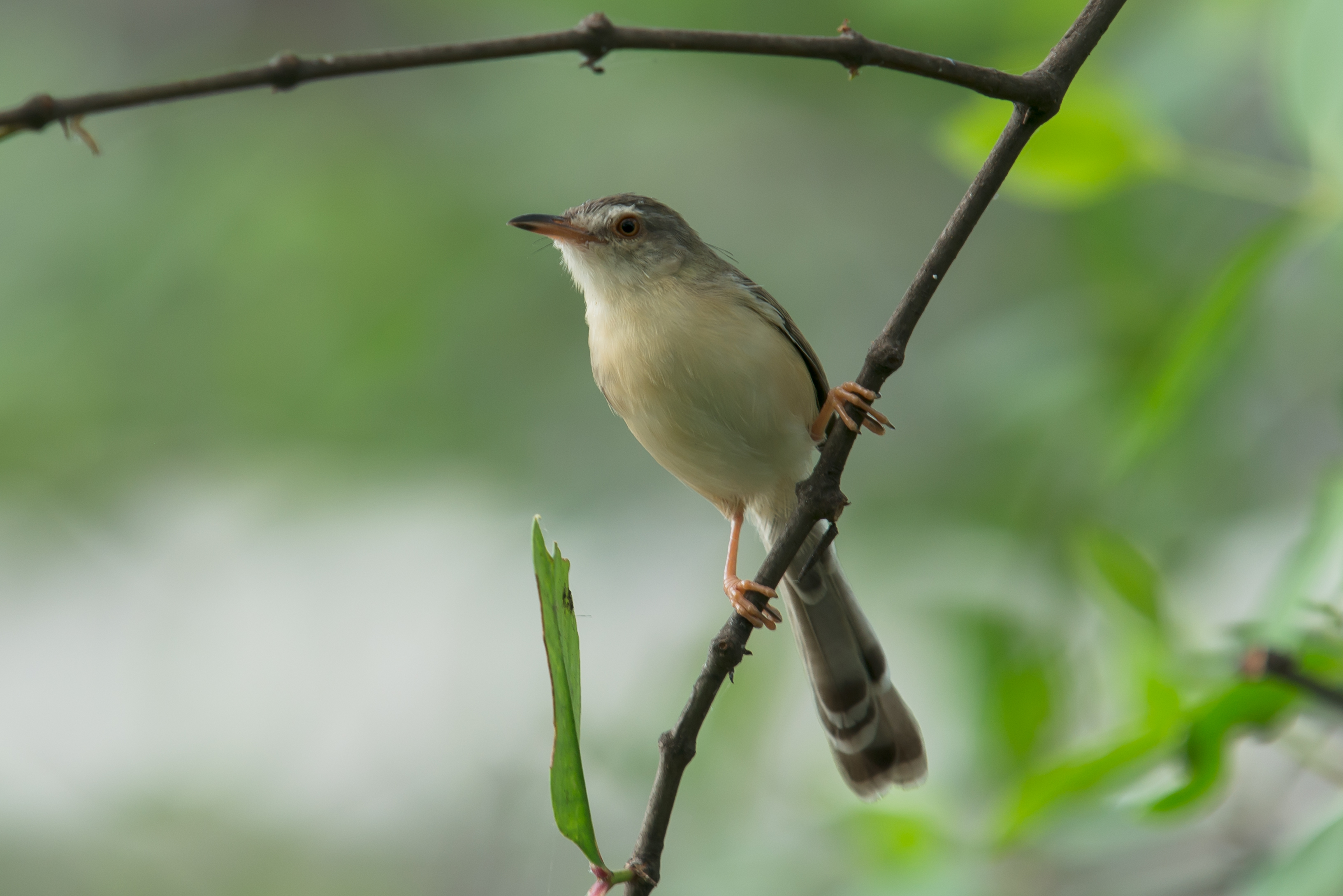
Вохристобока принія (Бангкок)
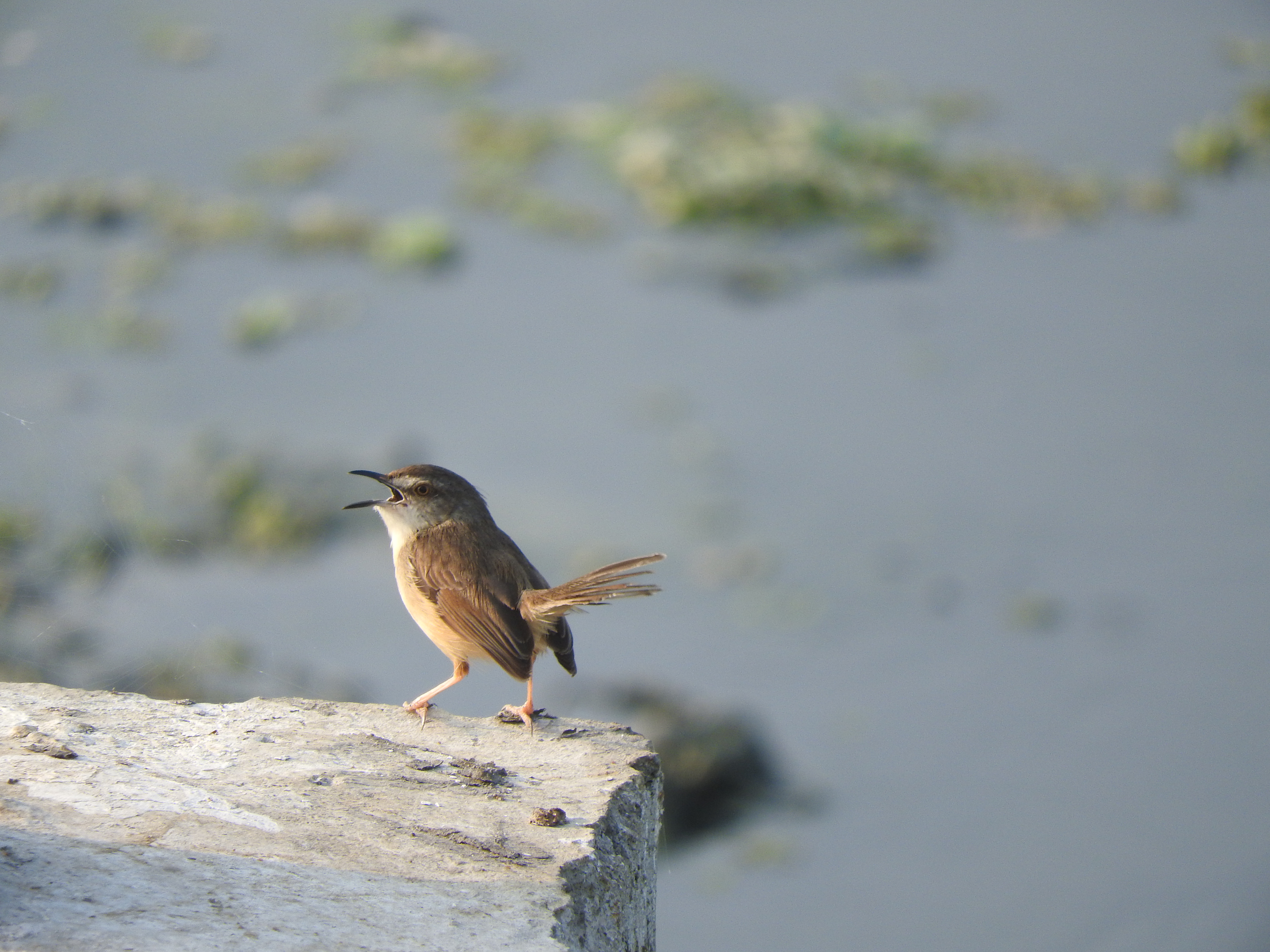
Вохристобока принія (Ченнаї)
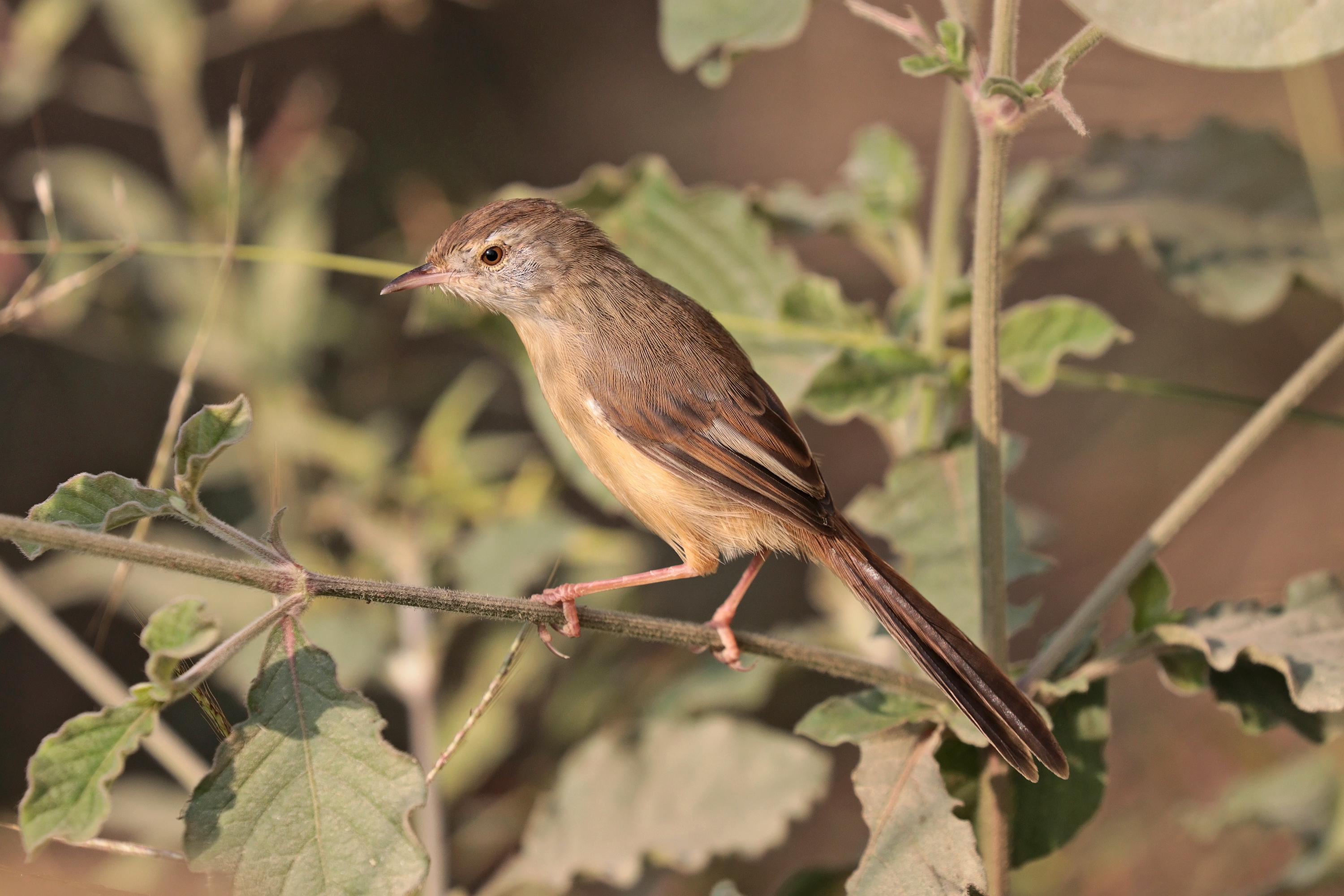
Вохристобока принія (підвид P. i. fusca, Непалгандж, Непал)